# خان آزاد
خان ازاد أو الزاد أو زاده، هو خان يستقبل المسافرين ودوابهم للمبيت فيه أو للتزود بالطعام والماء لهم ولدوابهم. يقع على طريق بغداد-المحمودية وموضعه تحديداً بين الإسكندرية والمحمودية، ويقع على طريق الحاج العراقي وزائري كربلاء و النجف، ويرتقي بناءه الى عدة قرون، ويقال انه خرب في صدر القرن السابع عشر وجدد بناءه والي بغداد عمر باشا سنة 1678م.وكانت الرواحل تنزل به والقوافل، ولكن عندما طرأ عليه الدمار وصار مكمناً لقطاع الطرق من الاعراب. فامر الوزير عمر باشا بترميمه وتحصينه وتعيين خدام ومحافظين له لغرض راحة أبناء السبيل، وهو لم تبقى منه إلا بعض رسومه وقد زالت في هذه الأيام.
وكان في موضع خان ازاد عند جسر اليوسفية مدينة تسمى (مايوزا ملكا)، وملكا تعني الملك ومايوزا محرفة من محوزة الارامية وتعني المدينة، فيكون معنى الاسم مدينة الملك. وعين موسيل موقعها في موضع خان الزاد عند جسر اليوسفية.
وذكره علي بن عبد الله المشعشعي المتوفى (1135 ه‍ /1723م) في مخطوطته (الرحلة المكية) وسماه (خان زاده) وأردف قائلا:
(فعزمنا على الحركة ليلة السبت سابع وعشرين منه (1124ه‍) بعد صلاة المغرب فوصلنا خان زاده بعد نصف الليل وماءه بير غير طيب ومقابله بلا فاصله سور في وسطه سكان عندهم ما يحتاج إليه المسافر من الزاد له ولدوابه..أه‍).
ومر به الرحالة جيمس سلك بكنغهام وسماه خان أساد (Assad khan) حيث دخله مع رفاقه عام 1827م، ويقول انه كان مزدحمًا بالحيوانات وفرسانها وانه يستوعب خمسمائة شخص داخل أسواره.

وهذا عالم الآثار أوستن هنري لايارد الذي مر بهذا الخان أثناء رحلته إلى بابل عام 1849 حيث يذكر: لقد قضينا ما يقرب من ثلاث ساعات على ظهور الخيل قبل أن نمر عبر البوابة المقببة لخان زاد (khan-i-zad)، وهو أول خان صالح للسكن على الطريق.

وفي عام 1303ه‍/ 1885م، كان عالي بك مدير الديون العمومية في الدولة العثمانية يقوم برحلة عمل، وقد أشار فيها إلى اطلال هذا الخان حيث ذكر: انه بعد أن اجتزنا جسر نهر الخر، تقدمنا ثلاث ساعات ووصلنا لأطلال خان يسمى (ازاد خان) ثم وصلنا بعد ذلك إلى مركز ناحية المحمودية.اما الرحالة هنري سوينسون كاوبر فسماه خان الزاد عند مروره به عام 1892، وذكر انه كان مهجوراً، وهناك خان يبعد عنه ساعة ونصف قد بني بعده اسمه خان المحمودية، وكذلك الوا موسيل سماه خان الزاد ايضاً حيث مر بالخان أثناء رحلته عام 1912م، قائلاً: وبعد أن عبرنا نهر الملك القديم وشاهدنا على يسارنا خاناً مهجوراً يعرف بخان الزاد.